# ببن (دهانه)
ببن یک دهانه برخوردی در ماه است.